# 臺中市地理

台中市在台灣的位置

台中市位於台灣中部，為目前中華民國在台灣設置的六個直轄市之一。北邊與苗栗縣接壤，東邊為花蓮縣，東北邊是宜蘭縣及新竹縣、南側是南投縣、西南邊則為彰化縣，西邊濱臨台灣海峽。全市面積為2,215平方公里。整體地勢西低東高，東側為中央山脈，高山聳立、人口稀少。全市最高峰雪山也是台灣第二高峰。